# Championnat de Finlande de football 1936
Navigation
Saison précédente Saison suivante
La saison 1936 du Championnat de Finlande de football était la 7e édition du championnat de première division en Finlande. Les huit meilleurs clubs du pays sont regroupés au sein d'un poule unique où chaque formation rencontre tous ses adversaires deux fois. Les deux derniers du classement en fin de saison sont relégués et remplacés par les deux meilleurs clubs de deuxième division.
C'est le HJK Helsinki qui remporte la compétition. C'est le 8e titre de champion de Finlande de l'histoire du club. 

## Les 8 clubs participants
- HIFK
- VPS Vaasa
- Sudet Viipuri
- TPS Turku - Promu de D2
- HJK Helsinki
- HPS Helsinki
- HT Helsinki
- Drott Pietarsaari - Promu de D2

## Compétition

### Classement
Le barème de points servant à établir le classement se décompose ainsi :
- Victoire : 2 points
- Match nul : 1 point
- Défaite : 0 point

| Rang | Équipe              | Pts | J  | G | N | P  | Bp | Bc | Diff |
| ---- | ------------------- | --- | -- | - | - | -- | -- | -- | ---- |
| 1    | HJK Helsinki        | 19  | 14 | 9 | 1 | 4  | 37 | 21 | +16  |
| 2    | HPS Helsinki T      | 17  | 14 | 8 | 1 | 5  | 28 | 26 | +2   |
| 3    | HIFK                | 16  | 14 | 7 | 2 | 5  | 38 | 22 | +16  |
| 4    | Sudet Viipuri       | 15  | 14 | 6 | 3 | 5  | 26 | 21 | +5   |
| 5    | HT Helsinki         | 14  | 14 | 5 | 4 | 5  | 25 | 27 | -2   |
| 6    | TPS Turku P         | 14  | 14 | 7 | 0 | 7  | 30 | 36 | -6   |
| 7    | VPS Vaasa           | 12  | 14 | 5 | 2 | 7  | 36 | 31 | +5   |
| 8    | Drott Pietarsaari P | 5   | 14 | 2 | 1 | 11 | 14 | 50 | -36  |

|  | Champion de Finlande 1936           |
|  | Relégation en deuxième division     |
|  | T : Tenant du titre P : Promu de D2 |

## Bilan de la saison
| Championnat de Finlande de football 1936 |                         |
| Champion                                 | HJK Helsinki (8e titre) |
| Promotions et relégations                |                         |
| Promus en Mestaruussarja                 | VIFK Vaasa              |
| Promus en Mestaruussarja                 | UL Turku                |
| Relégués en Ykkönen                      | VPS Vaasa               |
| Relégués en Ykkönen                      | Drott Pietarsaari       |